# Епархия Акарассуса
Епархия Акарассуса (лат. Dioecesis Acarassensis) — упразднённая епархия Константинопольского патриархата, в настоящее время титулярная епархия Римско-Католической церкви.

## История
Античный город Аксарассус находился в провинции Ликия диоцеза Азия и был с V по IX век был центром епархии одноимённой епархии, которая входила в митрополию Миры Константинопольского патриархата.
С 1948 года епархия Акарассуса является титулярной епархией Римско-Католической церкви.

## Греческие епископы
- епископ Николай (451—458);
- епископ Константин (упоминается в 879 году).

## Титулярные епископы
- епископ Louis Janssens C.I.C.M.[2] (9.01.1948 — 14.04.1950);
- епископ Constancio Jurgens C.I.C.M. (6.05.1950 — 3.06.1952);
- епископ Paul Constant Schoenmaekers (8.09.1952 — 8.01.1986);
- епископ Стефан Сорока (29.03.1996 — 29.11.2000) — назначен архиепископом филадельфийским;
- епископ Степан Менёк C.SS.R. (11.01.2002 — по настоящее время).

## Источник
- Annuario Pontificio, Libreria Editrice Vaticana, Città del Vaticano, 2003, стр. 749, ISBN 88-209-7422-3
- Pius Bonifacius Gams, Series episcoporum Ecclesiae Catholicae, Leipzig 1931, стр. 450  (лат.)
- Michel Lequien, Oriens christianus in quatuor Patriarchatus digestus, Parigi 1740, Tomo I, coll. 981—982  (лат.)